# Здание Армянской школы (Владикавказ)
Здание Армянской школы — памятник архитектуры и истории во Владикавказе, Северная Осетия. Объект культурного наследия. Находится в исторической части города на Армянской улице, д. 21 — 23.
Ближайшие объекты культурного наследия по Армянской улице — «Казарма Владикавказского гарнизона и участок примыкающей крепостной стены» (д. 21) и Дом Коста Хетагурова (д. 24).

## История
В конце XIX века во Владикавказе значительно увеличилась армянская община, которая проживала компактно в районе Вревской улицы (сегодня — Армянская улица) и армянского храма Святого Григория Просветителя, при котором в 1898 году было открыто одноклассное мужское училище. В 1908 году на Вревской улице, д. 23 было построено двухэтажное кирпичное здание для армянской школы.
В 1918 году эта школа упоминается под наименованием «Начальное училище общества армян» и в 1923 году как «Армяно-русская школа». В 1924 году в школе обучалось 220 учеников. В 1925 году ей был присвоен № 20. В 1928 году был окончательно достроен первый этаж здания и в 1936 году — второй этаж. До 1936 года школа находилась под патронажем армянской общины города. Несмотря на то, что во Владикавказе закрывались школы на языках национальных меньшинств, в Армянской школе велось преподавание на армянском языке до её закрытия в 1957 году.
Во время Великой Отечественной войны в здании школы размещались подразделения 29-го запасного кавалерийского полка (сентябрь 1941 — апрель 1942), подразделения штаба Северной группы войск Закавказского фронта и подразделения командного штаба Закавказского фронта (декабрь 1942 — январь 1943).
С сентября 1941 по апрель 1942 года в здании школы готовились кавалеристы перед отправкой на фронт: в октябре 1941 года было подготовлено три сабельных эскадрона и в декабре — 6 эскадронов. В январе 1942 года военное училище выпустило 293 младших командиров. На фронт были отправлены эскадрон связи, полковая батарея и пулемётный эскадрон. В феврале-марте 1942 года на фронт было отправлено 6 сабельных и 2 пулемётных эскадрона и подготовлено 85 младших командира. Всего за время работы учебного военного заведения 29-го кавалерийского полка было обучено перед отправкой на фронт 7148 военнослужащих.
В 1950-е годы школе было присвоено имя С. Шаумяна. В 1957 году была закрыта распоряжением № 505 Совета Министров СО АССР в связи оптимизацией учебных помещений. Позднее в здании находилось школа ФЗО № 1, которое было преобразовано в ПТУ № 9.
В настоящее время здание в заброшенном состоянии и находится на территории военного госпиталя. Доступ до него ограничен.
Архитектура
Фасад здания обращён на Армянскую улицу. В центре здания находится главный вход, над которым располагается аттик. Окна первого этажа завершены полуналичниками из кирпича с нишами. На втором этаже уличного фасада находятся 15 прямоугольных оконных проёмов, увенчанных замковыми камнями.